# فهرست سرزمین‌های ترک‌زبان
سرزمین‌ها و مناطق ترک‌زبان، شامل کشورهای مستقل و جمهوری‌های فدرالی است که در آن‌ها بیشتر مردم به یکی از زبان‌های ترکی سخن می‌گویند.

## کشورهای مستقل
- ازبکستان
- قزاقستان
- قرقیزستان
- جمهوری آذربایجان
- ترکیه
- ترکمنستان

## جمهوری‌های دارای ترک زبان
- باشقیرستان (باشقیرها: ۲۹٫۸ درصد) (تاتارها: ۲۴٫۱ درصد) (چواش‌ها: ۲٫۹ درصد).
- تاتارستان (تاتارها: ۵۲٫۹ درصد) (چواش‌ها: ۳٫۴ درصد).
- تووا (توواها: ۷۷ درصد) (خاکاها: ۰٫۴ درصد).
- جمهوری آلتایی (آلتایی‌ها: ۳۳٫۵ درصد) (قزاق‌ها: ۶ درصد).
- چواشستان (چواش‌ها: ۶۷٫۷ درصد) (تاتارها: ۲٫۸ درصد).
- خاکاسیا (خاکاها: ۱۲ درصد).
- سین‌کیانگ (اویغورها: ۴۵٫۲۱ درصد) (قزاق‌ها: ۶٫۷۴ درصد) (قرقیزها: ۰٫۸۶ درصد) (ازبک‌ها: ۰٫۶۶ درصد) (تاتارها: ۰٫۰۲ درصد).
- شونهوآ سالار (سالارها: ۶۱٫۱۴ درصد).
- کاراچای-چرکسیا (کاراچای‌ها: ۳۸٫۵ درصد) (نوگای‌ها: ۳٫۴ درصد).
- قره‌قالپاقستان (بخشی خودمختار از ازبکستان است) (ازبک‌ها: ۳۶ درصد) (قره‌قالپاق‌ها: ۳۲ درصد) (قزاق‌ها: ۲۵ درصد).
- گاگائوزیا (گاگائوزها: ۸۲ درصد).
- نخجوان (بخشی خودمختار از جمهوری آذربایجان است) (آذری‌ها: ۹۹ درصد).
- یاقوتستان (یاقوت‌ها: ۴۵٫۵ درصد) (دولقان‌ها: ۰٫۱ درصد).